# Alfred-Fortuné Salmon
Pour les articles homonymes, voir Salmon.
Alfred Christophe Fortuné Salmon, dit Alfred-Fortuné Salmon (Paris, 23 février 1825 - Le Perreux-sur-Marne, 20 septembre 1894) est un éditeur et imprimeur d'estampes français.

## Biographie

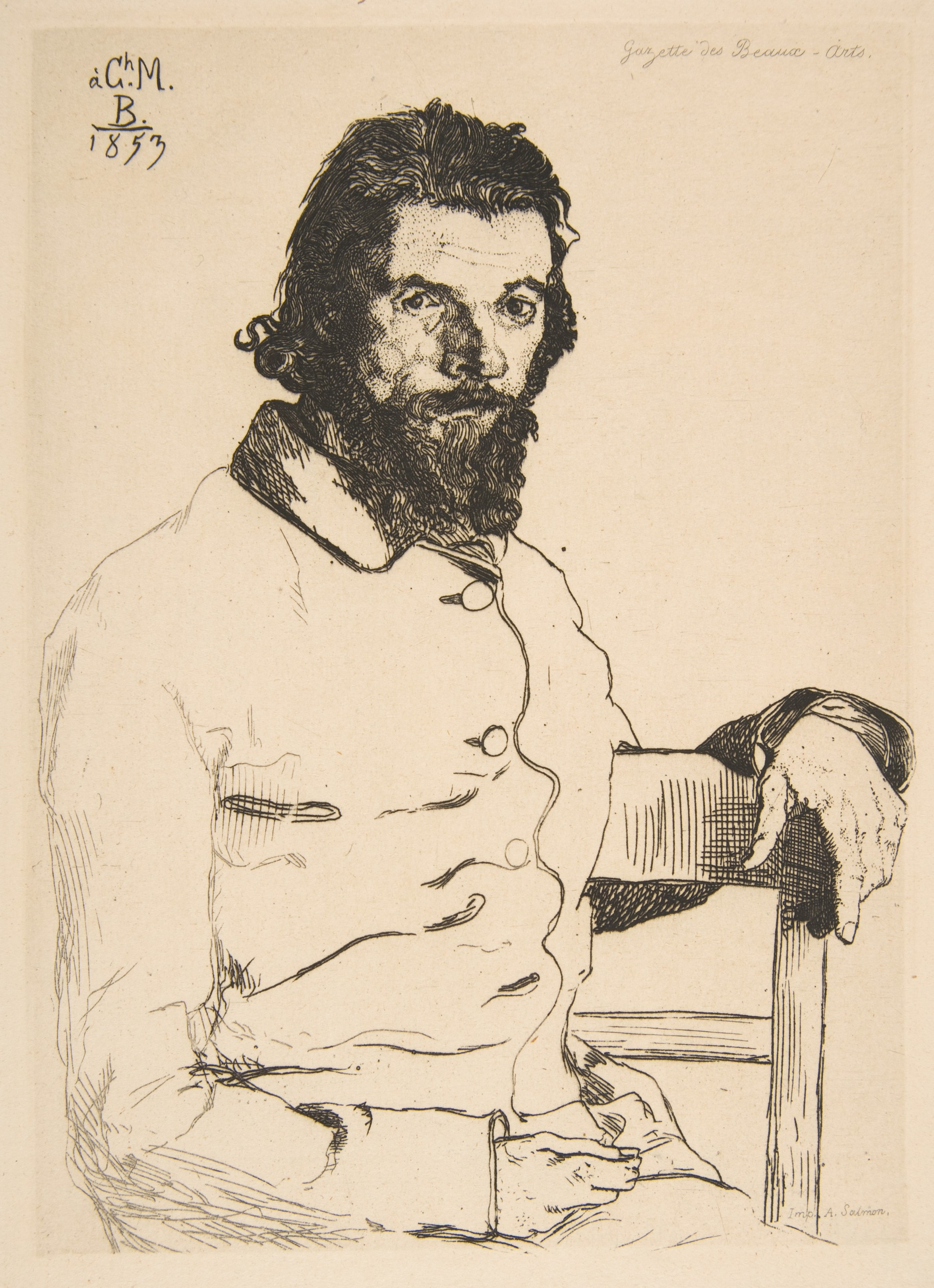
Félix Bracquemond : Portrait de Charles Meryon - 1853, estampe tirée par A. Salmon pour la Gazette des beaux-arts.

Alfred Christophe Fortuné Salmon est né le 23 février 1825, rue Saint-Jacques à Paris.
Fils d'artisans, il est formé au métier de tailledoucier chez Chardon l'aîné, rue Hautefeuille. Il reprend ensuite en 1863 l'atelier de Jean-Charles Rémond, fondé en 1793, et situé au 15 de la rue Vieille-Estrapade. Il emménage dans de nouveaux locaux en 1880, au no 187 de la rue Saint-Jacques. À compter de 1890, il s'associe avec Adolphe Ardail. L'atelier est repris en 1895 par son petit-fils, Alfred Porcabeuf,,.
Alfred-Fortuné Salmon meurt à Le Perreux-sur-Marne le 20 septembre 1894.